# Gelmin Rivas
Gelmin Javier Rivas Boada (* 23. März 1989 in Cumaná, Sucre, Venezuela) ist ein venezolanischer Fußballspieler.

## Karriere
Rivas Karriere startete bei Deportivo Anzoátegui. Dort verbrachte der Stürmer vier Jahre, bis es ihn zum Ligakonkurrenten Deportivo Táchira FC zog. Mit Táchira wurde er 2014/15 Meister der venezolanischen Primera División. Nach jener Spielzeit zog es ihn ins Ausland und er unterschrieb beim saudischen Erstligisten Ittihad FC. In seiner ersten Saison erzielte er 19 Tore und legte sechs weitere auf. Ittihad wurde u. a. auch durch diese Leistung Dritter in der Liga. Zur Saison 2016/17 wechselte der Venezolaner in die Vereinigten Arabischen Emirate zu al-Schardscha. Danach folgten zahlreiche Stationen in vielen Ligen diverser Länder.

## Erfolge

### Deportivo Anzoátegui
- Copa Venezuela: 2012

### Deportivo Táchira
- Venezolanische Primera División: 2014/15